# Dylan Moscovitch
Dylan Moscovitch (n. 23 septembrie 1984, Toronto, Ontario, Canada) este un patinator artistic ce a reprezentat Canada, medaliat olimpic. A participat la o ediție a Jocurilor Olimpice (2014) în care a câștigat o medalie de argint.